# Carlos Oyarzún
Carlos Iván Oyarzún Guiñez (Las Condes, 26 ottobre 1981) è un ciclista su strada cileno che corre per la squadra Aviludo-Louletano-Loulé Concelho. È professionista dal 2008.

## Carriera
Dopo diverse stagioni fruttuose a livello dilettantistico tra Cile e Spagna, nel 2008 diventa professionista con la formazione Continental messicana Tecos Trek UAG, con la quale conquista il Tour of Belize partecipando anche a diverse gare del calendario nordamericano. Ritorna nelle categorie dilettantistiche spagnole già nel 2009. Nel 2010 si laurea campione panamericano della prova in linea, vincendo anche l'argento a cronometro; in stagione è anche quattordicesimo nella cronometro Elite dei campionati del mondo di Geelong.
Dati i buoni risultati, nel 2011 viene ingaggiato dalla Movistar, formazione navarra di categoria World Tour. In maglia Movistar partecipa al Giro d'Italia, divenendo il primo corridore cileno a prendervi parte; nella stessa annata è bronzo a cronometro ai Giochi panamericani di Guadalajara.
Dopo un 2012 di transizione tra i dilettanti in Cantabria, nel 2013 si accasa alla portoghese Louletano, vincendo il titolo panamericano a cronometro; l'anno dopo è ancora in Portogallo, alla Efapel. La sua carriera si interrompe nel 2015, annata in cui, dopo aver vinto il titolo panamericano a cronometro e la Vuelta Ciclista del Uruguay, risulta positivo all'EPO durante i Giochi panamericani di Toronto; l'Unione Ciclistica Internazionale gli commina una squalifica di 4 anni, fino al 17 luglio 2019. Nel 2020, scontata la sospensione, torna alle corse accasandosi tra le file della squadra Continental angolana BAI-Sicasal-Petro de Luanda.

## Palmarès
- 2006 (dilettanti)

2ª tappa Vuelta a la Montaña Central de Asturias
Classifica generale Vuelta a la Montaña Central de Asturias
- 2007 (dilettanti)

Prueba Loinaz
Santikutz Klasika
- 2008 (Tecos, due vittorie)

1ª tappa Tour of Belize (Belize City > Orange Walk)
Classifica generale Tour of Belize
- 2009 (dilettanti)

2ª tappa Vuelta a Galicia
Classifica generale Volta ás Comarcas de Lugo
1ª tappa Volta a Toledo (Noblejas > Villarrubia de Santiago)
Classifica generale Volta a Toledo
Vuelta a Salamanca
- 2010 (dilettanti)

Campionati panamericani, Prova in linea
Mémorial Juan Manuel Santisteban
2ª tappa Volta ás Comarcas de Lugo
3ª tappa Volta ás Comarcas de Lugo
Classifica generale Volta ás Comarcas de Lugo
1ª tappa Circuito Montañés (Santander > Maliaño)
Classifica generale Volta a Toledo
Vuelta a Salamanca
- 2012 (dilettanti)

Campionati cileni, Prova a cronometro
Campionati cileni, Prova in linea
4ª tappa Clásica de Girardot (Girardot, cronometro)
2ª tappa Volta a la Província de Valencia
Classifica generale Volta a la Província de Valencia
- 2013 (Louletano, una vittoria)

Campionati panamericani, Prova a cronometro
- 2015 (Keith Mobel-Partizan, quattro vittorie)

Campionati panamericani, Prova a cronometro
9ª tappa Vuelta Ciclista del Uruguay (Fray Bentos > Fray Bentos, cronometro)
Classifica generale Vuelta Ciclista del Uruguay
2ª tappa Volta Ciclística Internacional do Rio Grande do Sul (Torres > São Francisco de Paula)

### Altri successi
- 2014 (Keith Mobel)

3ª tappa Volta às Terras de Santa Maria Feira (Santa Maria da Feira, cronosquadre)

## Piazzamenti

### Grandi Giri
- Giro d'Italia

2011: 112º

### Classiche monumento
- Giro delle Fiandre

2011: 117°
- Parigi-Roubaix

2011: ritirato

### Competizioni mondiali
- Campionati del mondo su strada

Mendrisio 2009 - In linea Elite: ritirato
Melbourne 2010 - Cronometro Elite: 14º
Melbourne 2010 - In linea Elite: ritirato
Copenaghen 2011 - Cronometro Elite: 34º
Copenaghen 2011 - In linea Elite: 146º
Limburgo 2012 - Cronometro Elite: 32º
Limburgo 2012 - In linea Elite: 91º
Firenze 2013 - Cronometro Elite: 26º
Ponferrada 2014 - Cronometro Elite: 23º
Imola 2020 - Cronometro Elite: 39º
Zurigo 2024 - Cronometro Elite: 34º
Zurigo 2024 - In linea Elite: ritirato